# Amtsgericht Seßlach
Das Amtsgericht Seßlach war ein von 1879 bis 1929 existierendes bayerisches Gericht der ordentlichen Gerichtsbarkeit mit Sitz in der Stadt Seßlach.

## Geschichte
Im Jahre 1812 wurde im Verlauf der Verwaltungsneugliederung Bayerns das Landgericht Seßlach errichtet. Dieses wurde dem Mainkreis zugeschlagen, dessen Hauptstadt Bamberg war. Anlässlich der Einführung des Gerichtsverfassungsgesetzes am 1. Oktober 1879 errichtete man ein Amtsgericht in Seßlach, dessen Bezirk identisch mit dem vorherigen Landgerichtsbezirk Seßlach war und somit die damaligen Gemeinden Altenhof, Autenhausen, Busendorf, Dietersdorf, Eggenbach, Freiberg, Gemünda, Gleismuthhausen, Gleußen, Hattersdorf, Kaltenbrunn, Lahm, Lechenroth, Merlach, Neundorf, Oberelldorf, Rothenberg, Schorkendorf, Schottenstein, Seßlach, Unterelldorf, Welsberg und Witzmannsberg enthielt. Übergeordnete Instanz war das Landgericht Bamberg.
Mit Wirkung vom 1. Oktober 1929 wurde das Amtsgericht Seßlach aufgehoben und dessen Bezirk folgendermaßen aufgeteilt:
- Die Ortschaften Altenhof, Autenhausen, Dietersdorf, Gemünda, Gleismuthhausen, Gleußen, Hattersdorf, Lechenroth, Merlach, Neundorf, Oberelldorf, Rothenberg, Schorkendorf, Schottenstein, Seßlach, Unterelldorf, Welsberg und Witzmannsberg wurden dem Amtsgericht Coburg zugewiesen,
- während die Orte Busendorf, Eggenbach, Freiberg, Kaltenbrunn und Lahm an das Amtsgericht Staffelstein gingen.